# Foursquare
Foursquare е онлайн социална мрежа за мобилни устройства като смартфони, която е базирана на местонахождението. Потребителите се регистрират на определени места, използвайки мобилен уебсайт, текстово съобщение или специфично приложение, след което те могат да избират от списък на места, които приложението им посочва, че се намират наблизо. Определянето на местонахождението е базирано на GPS хардуерен навигатор. Всяко влизане в системата дава на потребителя точки и понякога значки.
Услугата е създадена през 2009 г. от Денис Кроули и Навийн Салвадурай. Преди реализацията на Foursquare е създаден подобен проект наречен „ДОДЖ БОЛ“ от Кроули. Чрез тезисната му работа в интерактивната телекомуникационна програма в университета в Ню Йорк Google е купил „ДОДЖ БОЛ“ и е преустановил съществуването му през 2009 г., като го заменя с „Google географска ширина“. Взаимодействието между потребителите в „ДОДЖ БОЛ“ е било базирано на смс технологията отколкото на апликацията.
Foursquare е повторение на същата идея че хората могат да взаимодействат със заобикалящата ги действителност използвайки мобилни устройства. До април 2012 г. в компанията са били регистрирани 20 000 000 потребители. Компанията е очаквала да надмине 750 млн. влизания преди края на юни 2012 г. със средно около 3 мил влизания на ден. Съотношението между мъже и жени, потребители на Foursquare, е по равно, като 50% от потребителите са извън САЩ. Поддръжка на френски, италиански, немски, испански и японски са били прибавени през февруари 2011 г. Поддръжката на индонезийски, корейски, португалски, руски и тайвански е била прибавена през септември 2011 г. Поддръжка на турски е била прибавена през юни 2012 г.

## Характеристики
Foursquare е както интернет, така мобилна апликация, позволяваща на регистрираните потребители да маркират своето местонахождение на определено място и да се свързват с приятели. Влизането изисква активна потребителска селекция и се награждава с точки всеки път. До април 2012 г. са били направени повече от 2 бил. с Foursquare. Потребителите са окуражавани да бъдат по конкретни и по специфични в обясненията си при всяко влизане – всеки потребител може да посочи определен етаж или зона от сграда или специфична дейност, която извършва на това място т.е. в тази сграда. Потребителите могат да изберат тази информация да бъде публикувана на страниците им в Twitter, Facebook, или и на двете. Във версия 1.3 на тяхната iPhone апликация foursquare разрешава получаване на информация относно новите дейности на приятелите, които те наричат „Pings“. Потребителите могат също така да печелят значки като наименуват точно местата, влизат често или с други особености, като посочване на времето. Компанията е постановила че потребителите ще имат възможност да прибавят свои собствени значки в сайта за в бъдеще.
Потребителите могат да създават списък с предложения и да направят добавка за места, за които другите потребители ще могат да прочетат, което служи като препоръка за най-доброто, което можеш да видиш направиш или ядеш на мястото.
Като допълнение, потребителите могат да видят къде са били с помощта на архивна страница. Тази функция позволява да бъдат търсени предишни влизания, които са разграфени по месец и година. Чрез допълнителна лента също е възможно търсенето на влизания по категории или хора, с които си бил по определено време.

### Старшинство
Ако потребителите са влезли на определено място повече пъти от всеки друг през последните 60 дена и влизанията са валидни според времевия и дистанционен протокол на Foursquare ще получат званието „старши потребител“.
Потребителят трябва да има профилна снимка, за да получи званието „старши“ на това място. Някой друг може да заслужи титлата като влиза повече пъти от първия старши. По трудно е да станеш „старши“ за места, които са много посещавани, дори когато някой е бил назован старши той трябва постоянно да се регистрира на това място, за да поддържа статуса си на старши. На 26 август Foursquare въвежда нова добавка която известява потребителите за броя на дните, оставащи преди той или тя да бъдат провъзгласени за „старши“. Когато потребителят се регистрира на определено място използвайки Foursquare посредством мобилна апликация, информира потенциалните „старши“, че наблизо около тях се намира обекта, който може да им донесе това звание ако на потенциалния „старшина“ му остават 10 регистрации. Foursquare уведомява потребителя за дните останали преди да бъде потвърден статуса на „старши“.

#### Значки
Значките се печелят посредством регистрация на различни места. Някои значки могат да бъдат спечелени само в определени градове. Foursquare обаче е променил правилата за печелене на значки, и сега, когато потребител спечели значка той/тя имат еднакви значки на територията на всички градове. Веднъж спечелената от потребителя значка ще остане на профилната му страница за неопределен период от време.
На 23 септември 2010 г. Foursquare анонсира, че потребителите могат да печелят значки не само за регистрация на места, но и за изпълняване на определени задачи. На 22 октомври Douglas H. Wheelock е спечелил значката за изследовател на НАСА като се е регистрирал от международната космическа станция.

#### Точки
Всеки път, когато потребител се регистрира на определено място той или те получава/т точки. Точкуването се определя по следните правила
1. Регистрация на ново място -3 точки;
2. Провъзгласяването на старши на определено място-5 точки
3. Прибавяне на ново място-5 точки
4. Да си първи от всички приятели на потребителя, който се е регистрирал на ново място-3 точки
5. Регистриране на място, на което потребителя е бил преди-1 точка
6. Всяко регистриране на всяко посетено място в рамките на един ден -1 точка.
7. Точки за регистрация с приятел на повече от едно място – бонус за най-добър приятел.

#### Статус на супер потребителя
Системата осигурява три нива „статус супер потребител“ /което не трябва да бъде бъркано със значката за супер потребител/. Статусът на „супер потребител“ се определя от служителите на foursquare на база приноса към обществото.
- Всички супер потребители могат да преразглеждат списък от поискани промени за един град или да изберат нов град по тяхна воля.
- Първо ниво на супер потребителя дава възможността за редактиране на информация/име адрес улица телефон Twitter имена, точно месторазположение върху карта/, маркиране на места като отворени или затворени; можеш да заявиш за обединяване или заличаване на места, редактиране на наименованието и редактиране на категории.
- Ниво две на супер потребителя може в допълнение да обединява места, които се дублират, да коригира географската дължина и ширина на определено място, да добавя уеб адрес, да дава достъп до страна, която е в списъка на чакащите.
- Ниво три на супер статус дава възможността да се създават или премахват наименования на места така както и да има достъп до глобалната мрежа от заявления, които се нуждаят от вниманието на супер потребителите.

#### Марки
Foursquare марки позволя на компаниите да създават страници с допълнителна полезна информация и позволява на потребителите да получават експертни съвети от компаниите при регистрация на определено място. На 25 юли 2012 г. Foursquare анонсира създаването на нова апликация, която ще е от полза както за потребителите, така и за търговците и ще донесе нови приходи за компания. С новата програма ще позволи на компаниите да изпращат съобщения към Foursquare потребителите за различни промоции и налични продукти.

#### Отстъпки
„Отстъпките“ поощряват потребителите на Foursquare да отидат и да се регистрират на ново място или да посетят отново предпочитаното си място за срещи. Има около 750 000 различни бизнеси предлагащи отстъпки, включващи намаления и раздаване на безплатни стоки. Foursquare отстъпките са предназначени за да привлекат нови клиенти и да поощрят редовните потребители да посещават същите места. Някои бизнеси поставят Foursquare табела на вратите и/или на прозорците си, което позволя на потребителите да видят, че там има определен вид отстъпка. Отстъпките могат да включват всичко от безплатната бира при първото Ви посещение до 10% намаление от сметката Ви в ресторанта. Някои Foursquare потребители използват апликацията Foursquare само заради отстъпките.

#### Развитие
Foursquare е създаден през 2009 г. с ограниченост от 100 местонахождения в света. През януари 2010 г. Foursquare променят начина на локализиране, за да позволят регистрацията от всяка една точка в света. До 21 февруари 2011 г. Foursquare достига 7 млн. потребители. На 8 август американският президент Барак Обама се присъединява към Foursquare, с идеята обслужващия персонал към Белия дом използвайки услугите ще публикува информация за местата, които президента е посетил.

#### Устройства
Foursquare може да бъде използван посредством iOS, Symbian, Android, webOS, Windows Phone 7, Bada и BlackBerry и напоследък е включена PlayStation Vita апликация. Maemo апликацията е все още в първоначалния си стадий и не е отразена в Интернет сайта Foursquare. Потребителите на Symbian телефоните и на джобните компютри Windows Mobile с тъчскрийн могат също така да използват Foursquare посредством Waze, което е достъпно за iPhone, Android, and BlackBerry. Също така има и друга апликация за Symbian потребителите наречена „Sym4Square“ която е подобна на апликацията за Android, BlackBerry и iPhone. Потребителите могат също така да използват мобилните търсачки, за да получат достъп до Foursquare, но хората използващи feature phone трябва да търсят местонахожденията ръчно и не могат да използват GPS които PDA апликацията предлага.
Foursquare 2.0
Септември 2010 г. foursquare анонсира нова версия 2.0 която не само позволява на потребителите да споделят местонахождението с приятели, но и ги насочва към нови локации и дейности. От основната секция със съвети „Препоръчано“ е отделен нов списък с места и дейности. Foursquare също така създава бутон позволяващ на всяка локация да бъде включена в списъка на „Препоръчано“ и тази апликация напомня на потребителя всеки път, когато той се намира на близо. По това време трети страни The New York Times, Wall Street Journal, и Zagat правят допълнителна добавка, която автоматично добавя локация към списъка „Препоръчано“ от потребителя
Foursquare 3.0
Foursquare 3.0 е пусната за хората ползващи Android и iPhone на 8 март 2011 г. До 4 юли 2012 г. официалната Foursquare апликация на Windows Phone 7 също придобива тези специфики.
Foursquare 4.0
Foursquare 4.0 е създадена за iPhone на сутринта на 12 октомври 2011 г., следвана от други платформи. Новата версия добави нова специфика наречена „Радар“, която се задейства от Foursquare алгоритъм наречен „Изследвам“. Радара дава възможност да бъде известяван потребителя например, когато се намира в близост до място посочено в списъка „Препоръчано“ или до място, от което са се регистрирали повече от трима негови приятели.

#### Трансформация
На 7 юли 2012 г. Foursquare пуска на пазара голямо обновление, което те описват като цяла нова апликация. Функцията „Изследвам“ на апликацията позволява на потребителите да търсят локации по категории или да правят търсене по специфична дума като „безплатен Интернет“. Foursquare също така прибавя и нова функция „харесвам“ станала известна чрез Facebook.
На 5 ноември 2012 г. foursquare анонсира обновление на тяхната iOS мобилна апликация, която позволява оценката на локациите по системата от 1 до 10. Рейтинга ще бъде базиран на информация нехаресвания и рейтинги от предишни регистрации. Това обновление ще позволи на Foursquare да се съревновава по-добре с други услуги като Yelp.
На 7 ноември 2012 г. foursquare анонсира с друго обновление на iOS мобилната апликация, която позволява на потребителите да се регистрират на локацията с приятели от Facebook, като самите те не използват Foursquare услугата.

#### Спонсориране
Foursquare е главно спонсорирана от Union Square Ventures, Andreessen Horowitz, и O’Reilly AlphaTech Ventures. Компанията събра 1.35 милиона долара в първата си част и 20 милиона долара във втората си част. На 24 юни 2012 г. Foursquare събира 50 милиона долара при 600 млн. долара оценка.

#### Партньори
Февруари 2010 г. компанията влезе в ново търговско партньорство със Zagat, Bravo, Conde Nast, The New York Times и още няколко други фирми предлагащи информация и отстъпки и значки на последователите.
През юни 2011 г. Foursquare анонсира промоционално партньорство с American Express, като част от AmEx's социалната стратегия, която позволява на притежателите на карта American Express да ползват намаленията, регистрирайки се от магазини включени в мрежата.
През март 2012 г., Foursquare провъзгласява че няма повече да използват Google Maps за платформата си, вместо това ще ползват OpenStreetMap чрез MapBox. Foursquare обясни предприетата стъпка като каза, че са по-щастливи да промоцират свободна и информация идваща от много хора.
Foursquare партнира с олимпийските игри провели се през 2012 г. в Лондон позволявайки на потребителите да се впишат на множество локации във и около олимпийския терен. Значка „Бъди във форма за олимпийския ден“ е създадена специално за мероприятието.

#### Денят на Foursquare
Денят на Foursquare е въведен от Nate Bonilla-Warford, оптометрист от Тампа, Флорида на 12 март 2010 г. Идеята му идва докато е мислил върху нови начини да промоцира бизнеса си
През 2010 г. McDonald's пуска нова програма която използва денят на Foursquare. Foursquare потребителите, които се регистрират в ресторанта на McDonald's в деня на Foursquare им се дава възможност да спечелят бонусна карта с отстъпка за 5 или 10 долара. Mashable констатира, че е отбелязано 33% увеличение на хора в McDonald's както и увеличение на Foursquare регистрациите.

#### Лично пространство
През февруари 2010 г. е пуснат сайт известен като „оля ограби ме“, сайт който събира информация от съобщенията Twitter, които са пуснати чрез Foursquare, за да бъдат отбелязани хората, които не са си в къщи. Целта на сайта е да насочи вниманието върху потенциалната заплаха от споделянето на личното ти местонахождение. Създателя на сайта казва: „От една страна оставяме лампите си да светят, когато отиваме на почивка, а от друга страна казваме чрез Интернет, че не сме си в къщи.“.
През 2011 г. американската федерална комисия по търговията налага на Белия дом да повиши мерките за запазване на личната информация в частност за мобилни устройства и социални мрежи, констатирайки че федералните закони не са в състояние да контролират апликациите, за да предотвратят злоупотребата с лична информация. В отговор на тези проблеми свързани с личната информация отнасящи се до социалните мрежи съоснователят на foursquare Naveen Салвадурай констатира че: „Потребителите решават дали искат да използват Twitter или Facebook, и каква информация искат да споделят и изпратят“ и „Има много недоразумения, които се отнасят до услугите определящи местонахождението. Във Foursquare ако не искаш хората да знаят, че си на среща или с приятел на определено място то тогава не би трябвало на хората узнаят. Не се регистрираш. Салвадурай казва, че Foursquare не проследява пасивно своите потребители, което означава че потребителя трябва активно да се регистрира, за да могат другите хора да разберат къде се намира той. В бъдеще Foursquare също така не планира пасивно проследяване посредством GPS и други технологии за непрекъснато определяне местонахождението на потребителите си.
На 8 май 2012 г. програмистите на Foursquare правят промяна в апликацията, като отговор на многобройните така наречени апликации „преследвач“, които са правели обществено достояние местонахождението на всички потребители на определено място.

#### Съдебни процеси
Мобилната търговска компания Framework Inc е подала съдебна молба срещу Foursquare на 10 март 2011 за нарушение на техния Американски патентен номер U.S. Patent 7 693 752 (абонаментната система за доставяне на търговска информация).